# ای‌اوپن
ای‌اوپن (انگلیسی: AOpen) شرکت فناوری اطلاعات تایوانی است، که در سال ۱۹۹۶ تأسیس شد و هم‌اکنون زیرمجموعه‌ای از شرکت ایسر می‌باشد.